# Sackgrabenalm
Die Sackgrabenalm (auch: Sackgraben-Maisalm) ist eine Alm im Zeller Forst in der Gemeinde Ruhpolding.
Ein Kaser der Sackgrabenalm steht unter Denkmalschutz und ist unter der Nummer D-1-89-140-160 in die Bayerische Denkmalliste eingetragen.

## Baubeschreibung
Der Stadlerkaser besteht aus Mauerwerk, Blockbaugiebel und einem Satteldach. Die Firstpfette ist mit dem Jahr 1758 bezeichnet.

## Heutige Nutzung
Die Sackgrabenalm wird landwirtschaftlich genutzt, ist jedoch nicht bewirtet.

## Lage
Die Sackgrabenalm befindet sich am Rauschberg auf einer Höhe von 940 m ü. NN nordöstlich der Chiemgau-Arena und südöstlich der Laubau.